# Boyfriend (canção de Justin Bieber)
"Boyfriend" é o primeiro single do terceiro álbum de estúdio do cantor canadense Justin Bieber, intitulado Believe. A canção foi escrita por Justin Bieber e coescrita por Matthew Musto e Mike Posner, produzida pelo último com Mason Levy. Bieber explicou que a pista iria surpreender as pessoas de maneiras diferentes, uma vez que é uma mudança musical de seu material anterior. O cantor cantou uma prévia da canção no programa de televisão americano The Ellen DeGeneres Show em 1 de março. O single foi lançando oficialmente durante a madrugada do dia 26 de março de 2012 na loja online iTunes, e no mesmo dia alcançou a primeira posição no site em trinta e dois países.
Musicalmente, "Boyfriend" é uma canção de R&B e hip-hop que apresenta batidas que lembram canções do produtor americano Pharrell Williams e do grupo pop 'N Sync. A instrumentação é mantida em um som menor para realçar os vocais de Bieber. A letra de "Boyfriend" liricamente fala sobre ser "tudo o que quiser" e tem referências a canções de Beyoncé Knowles, Britney Spears e Janet Jackson. A canção recebeu revisões geralmente mistas dos críticos contemporâneos, que elogiaram a sua composição, mas criticaram seu conteúdo lírico. Eles também notaram que ela é muito semelhante a antigos trabalhos de Justin Timberlake.
"Boyfriend" vendeu cerca de 500.000 downloads nos Estados Unidos em sua primeira semana, alcançando o número 2 na Billboard Hot 100 e se tornando a canção mais bem-sucedida da carreira de Bieber até então, seguida por "Baby" (2010), "Never Say Never" (2010) e "Mistletoe" (2011). No mesmo país, a canção ainda estreou no topo da Digital Songs e na vigésima posição no Pop Songs. A faixa também estreou na primeira posição no Canadá e entrou para as dez primeiras posições na Austrália, Brasil, Coreia do Sul, Países Baixos, Reino Unido, Suécia, Irlanda, entre outros.

## Antecedentes
Porque eu sou um artista, posso ser muito seletivo no que produzo e realmente eu estou procurando um incrível vocalista, alguém que possa cantar melhor do que eu. E outra coisa, alguém que esteja disposto a não tentar fazer algo que sucede o que a música pop é agora, e sim que mova a música de onde ela está agora, e Justin estava disposto a dar este salto comigo.

Bieber anunciou seus planos para "Boyfriend" pela primeira vez em 1 de março de 2012, quando apareceu no The Ellen DeGeneres Show e anunciou que o primeiro single do álbum Believe seria lançado no dia 26 do mesmo mês. O cantor revelou que a faixa foi co-escrita pelo cantor Mike Posner, além de revelar um pouco sobre a letra: "Na canção eu estou, basicamente, falando para uma garota que se eu fosse o seu namorado, eu nunca iria deixar ela ir. Nós escrevemos esses versos que eu estou falando como rap, é uma música realmente incrível".
Antes do lançamento oficial da canção, vários especialistas do setor tiveram a oportunidade de escutá-la, como o radialista Mick Lee da WZFT, que disse que o single é "totalmente diferente de suas músicas anteriores". Ele disse que a música é uma mistura de "SexyBack" de Justin Timberlake com "Girlfriend" do 'N Sync e que a batida rap da canção era parecida com "Wait" do Ying Yang Twins. O produtor vocal de Bieber, Kuk Harrell disse que a canção é "quente" e ainda falou sobre Bieber: "Agora que Justin completou 18 anos, ele sabe o que sua marca é. Ele sabe que tipos de músicas são certas para ele. O produtor e co-escritor da canção, Mike Posner, também fez um comentário sobre "Boyfriend", dizendo que as pessoas iriam "vibrar" quando a batida da música começa-se a tocar nas rádios. Posner ainda disse que a canção é "super Hip-Hop" e que Justin cantou como um louco. De acordo com Posner, um dos objetivos da música era fazer algo como uma "prova".
Mason Levy, produtor do single, disse que a canção era diferente de uma boa forma, observando que ela é mais adulta, mais desenvolvida e "mais sexy". Sobre seu trabalho com Bieber, Levy disse: "Nós apenas nos reunimos e tudo começou a fluir. Foi uma daquelas coisas que você não precisa se esforçar muito para fazer, simplesmente aconteceu. Ele estava envolvido com tudo e sempre ajudava fazendo as melodias e as letras". Mason disse que era esperado que a música chegasse em um lugar além do pop dizendo: "É algo que todos podem conduzir ao redor e ouvir, podem ser garotos ou garotas de todas as idades". O produtor ainda disse que o single culmina vários aspectos musicais, afirmando que é uma canção de Hip-Hop, mas com acústicas excelentes de R&B e pop. Ele também afirmou que "Boyfriend" dá o tom para o álbum.

## Composição
"Boyfriend" é uma faixa de R&B com influencias de hip-hop que dura dois minutos e cinquenta e dois segundos. Inclui elementos de música acústica, enquanto continua a ter batimentos de dance music. A canção abre com Bieber usando um menor registo e vocais ofegantes enquanto ele canta uma parte rapper, "If I was your boyfriend, I’d never let you go/ I can take you places you ain’t never been before/ Baby, take a chance or you’ll never ever know/ I got money in my hands that I’d really like to blow/ Swag, swag, swag on you/ Chillin' by the fire while we eatin’ fondue". Quando o refrão segue, ele adota um falseto similar aos de Michael Jackson, e canta sobre ser "tudo o que quiser". Andrew Hampp da Billboard disse que "a batida dance music e guitarra arranca o refrão", e relembra o single da banda 'N Sync "Girlfriend" (2002), e comparou-a primeiras canções de Justin Timberlake e Usher. A instrumentação, produzido por Posner e Levy, infunde comparações a Pharrell Williams por ter batidas e estilo semelhante, e, como observado por Amy Sciaretto, "são reduzidos ao mínimo, permitindo que a voz de Bieber seja realçada", o que fortaleceu e aprofundou o amadurecimento e crescimento musical, que o deixa brilhar e estar no centro das atenções". Sciaretto também notou que "Boyfriend" é semelhante à canção "Cry Me a River", lançada em 2002 por Justin Timberlake, enquanto foi percebido por Robbie Daw do Idolator como uma homenagem ao início de 1990. Jody Rosen da Rolling Stone descartou o conteúdo lírico, e resumiu como que "Justin realmente já tenha tido relações sexuais - Porém isso não irá prejudicar os seus fãs de nove anos de idade". O escritor da revista Spin Marc Hogan disse que a letra têm referências a várias faixas, como "Party", de Beyoncé, "Till the World Ends" de Britney Spears e até mesmo músicas de Janet Jackson.

## Crítica profissional

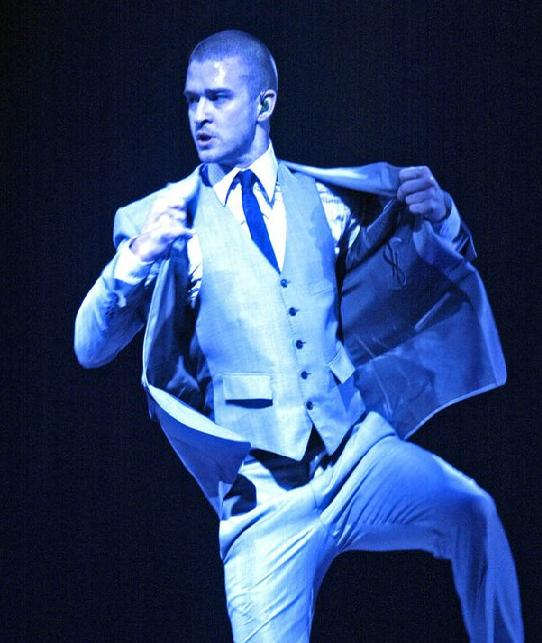
"Boyfriend" foi comparada a antigos trabalhos do cantor Justin Timberlake.

"Boyfriend" tem recebido avaliações mistas dos críticos contemporâneos. Andrew Hampp da Billboard deu a nota 82 de 100 á canção, dizendo que Bieber parece mais adulto do que nunca, mas observou que a maioria de seus fãs ainda são garotas de 12 anos. Hampp afirmou que mesmo que a canção tenha versos estranhos á parte, "Boyfriend" é sonoramente boa o suficiente para fazer parte de uma lista de reprodução de rádios com Usher e Justin Timberlake, além de dizer que Bieber parece ter progredido desde "Mistletoe", single lançado em 2011 e que os lentos raps presentes na música fazem parecer com que "Baby" tenha sido gravada há uma década. Andrew terminou dizendo que o compacto é um sinal promissor de que um garoto de 18 anos pode ter uma carreira adulta.
Amy Sciaretto do PopCrush elogiou a faixa e disse que o resultado de tentar novos gêneros de música resultou em "algo mais maduro e inovador". Jenna Hally Rubenstein da MTV disse que "Boyfriend" é "louco", e percebeu que as letras são direcionadas para as coisas que Bieber faz com sua atual namorada Selena Gomez. Becca Grim da Rolling Stone notou que a música é "mais ousada do que o normal", enquanto o revisor Breña Brandano do site Artistdirect disse que a faixa não é só a marca de transição de Bieber para o mundo adulto, mas também a considerou como "um novo amanhecer para a música pop". Marc Hogan da revista Spin disse que Bieber "fala sobre sexo" na faixa, mas pensa que "Bieber pode ser um pretendente rico, mas ele não cresceu ainda". O Rap-Up elogiou o som maduro abordado na faixa e a produção de Posner, além de também compará-la aos trabalhos de Justin Timberlake.
Jordan Zakarin do The Hollywood Reporter descreveu a canção como "mais ou menos uma proposição, com Bieber esboçando ambos os sólidos e ideias de pequenas cidades, e promessas eternas". Bill Lamb do About.com deu três de cinco estrelas  ao single. Lamb disse que Bieber abordou um som mais adulto e que não era nenhuma surpresa que ele iria usar Justin Timberlake como modelo. Lamb elogiou os vocais nomeadamente sólidos de Bieber, mas criticou a simplicidade da canção. Bill continuou dizendo que "Boyfriend" aponta os prazeres que temos em ouvir Justin Bieber, mas que a canção também coloca suas fraquezas no centro das atenções e que no entanto, suas tentativas de se parecer com os melhores artistas do R&B é a parte mais constrangedora. Lamb terminou dizendo que em seus esforços para evoluir para um artista mais maduro e promissor, Bieber faria bem em se inspirar em colegas como Chris Brown, Rihanna, Taylor Swift e claro, Justin Timberlake, para perceber que quando tudo é feito com sucesso a transição para adulto consiste em fazer músicas mais pessoais.

## Versõescovere remisturas
A 18 de abril de 2012, Marina and the Diamonds fez um cover do single durante sua participação na estação de rádio BBC Radio 1. Durante a performance, a cantora modificou a letra da canção para uma versão feminina da mesma e de acordo com Jeff Benjamin da Billboard, ter feito uma versão diferente transformou a faixa em uma "lamentação acústica". No cover, ela canta: "When I was your girlfriend you always let me go/Kept me on your arm boy, so you weren't left alone/You could have been a better man, anytime you want/But when I was your girlfriend, I always felt alone." Durante o refrão, os versos foram: "I gave you a chance, you're all I needed, boy/Spend a month with me boy, never calling me your girlfriend/If you were my man, I'd never leave you, boy/But you won't ever love or treat me right."
O duo rap Ying Yang Twins remixou "Boyfriend" em 10 de maio de 2012. D-Roc, um dos membros, explicou que o remix foi feito depois que seus amigos compararam o single de Bieber com a sua canção "Wait (The Whisper Song)" (2005): "Eu estava tão empolgado para ouvir a música também. Quando eu realmente fiz, foi como, soou como nós." disse ele. "Então, eu queria cumprimentá-lo, fazendo isso." O remix do Ying Yang Twins apresenta novos versos como: "I don't wanna be your boyfriend, I wanna be your man/ He a little-bitty boy, I'm a grown man/ I can take you overseas, a harmless breeze/ Then you and me can have sex on the beach/ I bet you ain't never met someone like me/ I'm the broom, you the dust pan/ Sweep you off your feet/ You can be my woman, I can be your man/ If you got a little sister, Justin Bieber want to be her boyfriend." Em 22 de maio de 2012, Bieber tuitou sobre um remistura oficial por Mac Miller, Asher Roth e 2 Chainz, que foi lançado em 24 de maio do mesmo ano.
Houve também uma paródia chamada "JB Fanvideo", vídeo publicado por uma jovem de 20 anos chamada Laina Walker para participar de um concurso promovido por Bieber divulgando seu novo perfume, "Girlfriend", onde o cantor elegeria a melhor versão feminina de sua canção. A garota se tornou um meme e um dia após o vídeo ser postado, já contava com mais de 1,3 milhões de acessos. O meme, que recebeu o nome de "Overly Attached Girlfriend" (namorada superapegada), se tornou famosa pois vários sites utilizaram uma imagem congelada do início do vídeo, onde a garota aparece com uma expressão empolgada e também pelo fato da letra de seu cover apresentar mensagens que remetem á um namorada "extremamente possessiva". Um mashup de "Boyfriend" e "Girlfriend", da boyband 'N Sync, foi carregado no YouTube em 13 de julho de 2012 e rapidamente se tornou um vídeo viral. O blogueiro Perez Hilton, a MTV News e vários outros sites apresentaram artigos falando sobre o mashup e comentando as semelhanças entre as duas canções.

## Vídeo musical
A Island Def Jam Music Group confirmou um vídeo musical que seria dirigido por Colin Tilley, que já trabalhou anteriormente com Bieber no vídeo da música "U Smile" (2010). As sessões de gravação ocorreram na semana de 28 de março de 2012, em um estúdio localizado na Califórnia. Bieber revelou que o vídeo da música não tem um "conceito estável", acrescentando que a maioria das coisas que aparecem no vídeo são fotos artísticas intercaladas com cenas de dança. Ele continuou a explicar, "Não é como Justin segue esta menina a algum lugar." Não, é um monte de cenas surpreendentes: Como uma cena de incêndio, e temos uma cena de gelo". Em 3 de abril de 2012 Bieber liberou um teaser de 21 segundos. No dia 17 de abril do mesmo ano, Bieber divulgou uma nova prévia de trinta e dois segundos do vídeo durante sua participação no Reality show The Voice. Becky Bain do website Idolator resumiu os teasers do single como "Bieber sendo agarrado por várias mãos femininas, dançando na frente de um foco de luz branca e uma cena em que ele levanta a cabeça ameaçadoramente na frente de um incêndio. Nicola Sia também do Idolator, considerou a cena em que Bieber aparece cochichando nos ouvidos de uma menina como uma cena "erótica".
Mais tarde, na semana de 21 de abril de 2012, foi informado que o videoclipe feito com Tilley foi desfeito e que novas cenas tinham sido gravadas com o diretor Director X. A segunda versão do vídeo estreou em 3 de maio de 2012 na MTV. Director X resumiu a sinopse do vídeo dizendo: "Pela simplicidade eles gostaram. Carros, meninas, jovens se divertindo, esse tipo de coisa. Quando ouvi isso, pensei que era o que deveria fazer."
Brogan Driscoll do The Huffington Post escreveu que no clipe Bieber "mostra que está crescido, dirigindo carros velozes e tendo uma jovem moça com pouca roupa(interpretada por Rachel Barnes) em seus braços." James Montgomery da MTV News escreveu que "cheio de roupas de frio, carros quentes e garotas mais quentes ainda, "Boyfriend" é o sonho de todo heterossexual adulto recém-formado" e acrescentou que é um videoclipe confiante, e, tendo em conta onde ele está agora, se torna mais importante ainda e, segundo Bruna Nessif do E! Online, no vídeo Bieber não parece mais ser apenas um menino. O vídeo para "Boyfriend" quebrou o recorde no YouTube / VEVO por em um período de 24 horas ter mais de 8 milhões de visualizações. Os recordes anteriores pertenciam a Nicki Minaj com "Stupid Hoe" (4,8 milhões) e Rihanna com "Where Have You Been" (4,9 milhões).

## Faixas e formatos
| Download digital |             |         |  |
| N.º              | Título      | Duração |  |
| 1.               | "Boyfriend" | 2:52    |  |

| Download digital - remixes |                                         |         |  |
| N.º                        | Título                                  | Duração |  |
| 1.                         | "Boyfriend (Oliver Twizt Radio)"        | 3:44    |  |
| 2.                         | "Boyfriend (Oliver Twizt Club)"         | 4:27    |  |
| 3.                         | "Boyfriend (Oliver Twizt Instrumental)" | 4:27    |  |
| 4.                         | "Boyfriend (Vice Radio)"                | 3:08    |  |
| 5.                         | "Boyfriend (Dada Life Remix)"           | 7:46    |  |

## Apresentações ao vivo
A 8 de maio Bieber anunciou através de seu twitter que iria se apresentar no reality show The Voice. No dia 9 do mesmo mês, Bieber apresentou a canção ao fim do programa com uma série de coreografias que contou com dançarinas. O cantor interpretou a canção em 21 de maio de 2012 no Billboard Music Awards, onde teve o auxílio de mímicos, dançarinos e um super cenário. Um dia após o evento, a performance de Bieber foi eleita com 41% dos votos a melhor da noite em uma votação feita no site da Billboard. A terceira apresentação do single foi no dia 23 de maio de 2012, no programa The Ellen DeGeneres Show, onde o cantor realizou a mesma coreografia apresentada no Billboard Music Awards. Durante o MuchMusic Video Awards 2012, em uma apresentação de quase sete minutos o canadense cantou e realizou uma dança com as canções "Boyfriend" e "All Around The World", e, no Teen Choice Awards 2012, realizado no dia 22 de julho de 2012, o cantor foi o recordista de indicações do ano e cantou os singles "Boyfriend" e "As Long as You Love Me" em uma apresentação de quase seis minutos e meio. Bieber também divulgou o single nos programas de televisão, chegando a apresentar-se para um público de mais de dez mil pessoas no Rockfeller Center, Nova Iorque, como parte de sua participação no Today Show no dia 15 de junho de 2012 e também no talk show The Late Show with David Letterman, em 21 de junho do mesmo ano. Em ambas apresentações o canadense interpretou juntamente com o single as canções "As Long as You Love Me" e "Baby", somente a última não foi apresentada no programa de David Letterman. Rodeado de dançarinos, Bieber também apresentou a canção no programa The Tonight Show, apresentado por Jay Leno.
Em 30 de maio de 2012, o cantor anunciou que faria uma turnê com uma série de shows gratuitos pela Europa chamada "All Around The World Tour", com o objetivo de divulgar o novo álbum Believe. Durante a turnê, Bieber fez inúmeras apresentações promocionais pelo continente europeu, como a primeira apresentação da digressão realizada no dia 5 de maio de 2012 na cidade de Oslo, Noruega. O concerto foi marcado após quarenta e nove fãs se ferirem no meio do tumulto e outros quatorze serem levados por uma ambulância para atendimento de emergência, de acordo com o site TMZ. A turnê também passou por Paris a 31 de maio de 2012 e por Milão, na Itália, em 2 de junho, a última contou com uma tracklist maior, tendo apresentações acústicas e outras coreografadas de canções como "As Long as You Love Me", "Be Alright", "All Around the World", "Boyfriend" e "Turn to You". Em 11 de junho aconteceu no México a maior apresentação já feita por Bieber. O cantor se apresentou para mais de 300.000 pessoas, batendo o recorde de Paul McCartney que no mesmo local se apresentou para pouco mais de 200.000 pessoas. No 1º dia de junho, Bieber realizou um segundo concerto na França, como participação no "NRJ Music Tour". No Japão, a turnê passou pela cidade de Tóquio no dia 11 de julho. O show foi completamente acústico e incluiu além de "Boyfriend" as faixas "Die In Your Arms" e "Baby". O cantor realizou dois espetáculos durante uma rápida passagem pela Oceania. Primeiro o canadense se apresentou no dia dezesseis de julho em Sydney, na Austrália diante de uma plateia seleta de oitenta pessoas em um evento intitulado “Believe: Live and Intimate”, além de cantar canções já conhecidas, Bieber incluiu pela primeira vez a faixa "Catching Feelings" na apresentação. O segundo concerto aconteceu três dias depois, na Nova Zelândia. Bieber fez uma versão acústica da faixa ao lado de seu guitarrista, Dan Kanter, no dia 4 de junho de 2012 durante sua participação no programa espanhol El Hormiguero e outra performance no talk show francês Le Grand Journal no primeiro dia do mesmo mês.

## Paradas musicais
Poucas horas depois de seu lançamento, "Boyfriend" chegou à primeira posição na iTunes Store dos Estados Unidos. De acordo com Keith Caulfied da Billboard, fontes da indústria sugeriram que a faixa poderia vender cerca de 400.000 downloads pagos até o final da semana de monitoramento em 1 de abril de 2012, e observou que ele poderia estrear no top cinco da tabela Billboard Hot 100. Ao fazer isso, a canção poderia se tornar a canção com a melhor estreia de 2012, superando "Part of Me" de Katy Perry, lançado em fevereiro. Em 27 de março de 2012, "Boyfriend" já estava nas vinte primeiras posições da parada Pop Songs da revista Billboard, com mais de 800 execuções na primeira semana, de acordo com a Nielsen Soundscan. A canção estreou em número 20 na mesma parada, com um total de 3.961 execuções em sua primeira semana de lançamento em um total de 129 de 134 de emissoras de rádio, marcando a melhor primeira semana de desempenho para uma música de um artista masculino em quase 20 anos.
"Boyfriend" estreou na segunda posição na Billboard Hot 100, vendendo mais de 521,000 unidades digitais e ultrapassando o single "Baby", lançado em 2010 que alcançou a quinta posição na tabela, tornando-se a canção mais bem sucedida da carreira de Bieber. Bill Werde da Billboard observou que o motivo para a faixa não ter estreado na primeira posição no Hot 100 foi que o download digital do single só estava disponível através da iTunes Store, restringindo a opção de compra para aqueles que não frequentam a loja da Apple. No final de sua primeira semana de lançamento, a faixa vendeu mais de 559,000 downloads pagos, tornando-se um dos singles mais bem vendidos legalmente na história dos Estados Unidos, ficando atrás de canções como "Grenade", de Bruno Mars e "Tik Tok", de Kesha. Em um total de três meses, o single já havia vendido 3,000,000 de unidades digitais só nos Estados Unidos, sendo certificado como platina duplo. "Boyfriend" também é a primeira canção de Justin Bieber á estrear na primeira posição no Canadian Hot 100, recebendo um disco de platina no país.
Para a semana que terminou em 31 de março de 2012, a canção estreou no número 9 na Irlanda e 8 nos Países Baixos. O single alcançou a décima oitava posição na região Flandres da Bélgica e a posição de número 29 na Valônia, região sul do mesmo país. A faixa emplacou a quinta posição na Austrália e alcançou o número 2 na Nova Zelândia. Em 15 de abril a canção estreou na segunda posição no periódico britânico UK Singles Chart, com vendas de aproximadamente 54,817 unidades na semana que terminou no dia 15 de abril de 2012, deixando Bieber atrás da própria protegida Carly Rae Jepsen, com o single "Call Me Maybe". A faixa entrou para as dez primeiras posições em outros países, posicionando-se na quarta posição no Gaon Chart da  Coreia do Sul, na segunda posição no VG-lista da Noruega e na décima no Tracklisten, parada musical oficial da Dinamarca. Em Portugal a faixa estreou no número três, em sua segunda semana caiu para a posição de número 49, até sair da parada na décima quinta semana de 2012. Na semana que termina em 14 de abril de 2012, o single estreou no Brasil em no vigésimo terceiro posto na tabela Billboard Brasil Hot 100, subindo para a décima quarta posição em sua segunda semana na parada e alcançando seu pico na posição de número dois.
| País/Parada (2012)                    | Melhor posição |
| ------------------------------------- | -------------- |
| Alemanha - Media Control Charts       | 16             |
| Austrália - ARIA Charts               | 5              |
| Áustria - Ö3 Austria Top 75           | 34             |
| Bélgica - Ultratop (Flandres)         | 18             |
| Bélgica - Ultratop (Valônia)          | 20             |
| Brasil — Billboard Hot 100 Airplay    | 2              |
| Brasil - Brasil Hot Pop               | 7              |
| Canadá - Canadian Hot 100             | 1              |
| Coreia do Sul - Gaon Chart            | 4              |
| Dinamarca - Tracklisten               | 10             |
| Eslováquia - Slovakian Airplay Chart  | 39             |
| Espanha - PROMUSICAE                  | 15             |
| Estados Unidos - Adult Pop Songs      | 37             |
| Estados Unidos - Billboard Hot 100    | 2              |
| Estados Unidos - Digital Songs        | 1              |
| Estados Unidos - On-Demand Songs      | 5              |
| Estados Unidos - Pop Songs            | 9              |
| Estados Unidos - Radio Songs          | 11             |
| Estados Unidos - Songs of The Summer  | 8              |
| Finlândia - Finnish Singles Chart     | 12             |
| França - SNEP                         | 17             |
| Hungria - MAHASZ                      | 38             |
| Países Baixos - Dutch Top 40          | 8              |
| Irlanda - Irish Singles Chart         | 9              |
| Japão - Japan Hot 100                 | 53             |
| Noruega - VG-lista                    | 2              |
| Nova Zelândia - RIANZ                 | 2              |
| Portugal - Portugal Top 50            | 33             |
| Reino Unido - UK Singles Chart        | 2              |
| Reino Unido - Official Charts Company | 2              |
| Suécia - Sverigetopplistan            | 7              |
| Suíça - Schweizer Hitparade           | 19             |

| País           | Associação | Certificação | Vendas     |
| -------------- | ---------- | ------------ | ---------- |
| Austrália      | ARIA       | 2x Platina   | 140,000+   |
| Canadá         | CRIA       | 3x Platina   | 240,000+   |
| Estados Unidos | RIAA       | 3x Platina   | 3,216,000+ |
| Dinamarca      | IFPI       | Platina      | 30,000+    |
| Nova Zelândia  | RIANZ      | Platina      | 15,500+    |

| País/Parada (2012)                 | Posição |
| ---------------------------------- | ------- |
| Canadá - Canadian Hot 100          | 35      |
| Estados Unidos - Billboard Hot 100 | 28      |
| Estados Unidos - Digital Songs     | 14      |
| Reino Unido - UK Singles Chart     | 90      |

## Histórico de lançamento
| País           | Data                | Formato          | Gravadora       |
| -------------- | ------------------- | ---------------- | --------------- |
| Mundo          | 26 de março de 2012 | Download digital | Island Def Jam  |
| Alemanha       | 20 de abril de 2012 | CD single        | Island Def Jam  |
| França         | 7 de maio de 2012   | CD single        | Island Def Jam  |
| Reino Unido    | 21 de maio de 2012  | CD single        | Mercury Records |
| Estados Unidos | 12 de junho de 2012 | CD single        | Island Records  |

## Créditos de produção
Lista-se abaixo os profissionais envolvidos na elaboração de "Boyfriend":
- Gravado no Chalice Recording Studios, Hollywood, Los Angeles.
- Mixado no Larrabee Studios, Burbank, Califórnia.

| - Justin Bieber - Vocal, composição; - Mike Posner - Vocal de apoio, teclado, produção; - Mason Levy – Vocal de apoio, produção; - Matthew Musto - Vocal de apoio, composição; - Manny Marroquin - Mixagem; | - Kuk Harrel - Produção vocal; - Josh Gudwin - Engenharia acústica; - Benny Steele – Guitarra; - Chris "TEK" O'Ryan – Engenharia acústica; - Manny Marroquin - Mixagem; |